# 埃里克·馮·維勒布蘭德
埃里克·阿道夫·馮·維勒布蘭德（瑞典語：Erik Adolf von Willebrand，1870年2月1日—1949年9月12日），芬蘭醫生，類血友病和血管性血友病因子的發現者。他為血液學做出重大貢獻，還研究了代谢、肥胖症和痛風，同時亦是其中一位最早采用胰島素治療糖尿病昏迷的芬蘭醫生。

## 早年生活和教育
馮·維勒布蘭德在1870年2月1日出生於仍屬俄羅斯帝國一部分的芬蘭大公國瓦薩。他的父母分別名叫弗雷德里克·馬格努斯·馮·維勒布蘭德（Fredrik Magnus von Willebrand） 和西格妮·埃斯特蘭德（Signe Estlander），為家中的第三子。弗雷德里克曾經接受軍事教育，後來成為一位工程師。埃里克·馮·維勒布蘭德為德國貴族的後代，其祖先於18世紀移居至芬蘭。
馮·維勒布蘭德在長大後於瓦薩高中就讀，在那裡其植物學、化學和動物學知識無人能及。在此之間，他都會在夏天收集植物、鱗翅目和鳥類的標本，而冬天則會探索波的尼亞灣。於1890年獲得學士學位後，馮·維勒布蘭德開始在芬蘭亞歷山大帝國大學（今赫爾辛基大學）進修醫學。在1896年取得醫生資格前，他曾在一家位於奧蘭群島的水療中心當初級醫生。畢業後，馮·維勒布蘭德成為赫爾辛基牧師助理醫院內科部門的助理醫師，而奧西恩·紹曼亦在那裡監督其關於採血後血細胞數量變化的博士論文。他在生涯早期也研究了貧血患者的血液再生，並且描述了使用伊紅和亞甲藍為血塗片染色的方法。
馮·維勒布蘭德於1899年從赫爾辛基大學獲得博士學位，其論文為《施行靜脈切開術後的血液變化》（德語：Zur Kenntnis der Blutveränderungen nach Aderlässen）。

## 醫生生涯
在1899年完成其論文後，馮·維勒布蘭德獲聘請為黑諾拉水療中心的主診醫生，同時亦把自己的研究範圍從血液學轉移至應用生理學。1900至1906年間，他在赫爾辛基大學出任解剖學和生理學的講師。在此期間，馮·維勒布蘭德研究了特別是桑拿和光照治療的熱療法的療效，並發明了一種測量從皮膚散發出來的二氧化碳和水的儀器。
馮·維勒布蘭德對內科學的喜愛最終超越了其對浴療和物理治療的興趣。在1907年，他就任赫爾辛基市立醫院的主診醫師，隔年則被委任為赫爾辛基大學的內科學講師。伴隨著這次任命，其亦接替紹曼成為牧師助理醫院內科部門的主任，此外還接管了以血液學服務聞名的該間醫院的研究室。在這個位置上，他研究了代谢、肥胖症和痛風。1912年，馮·維勒布蘭德研發了一種可測量尿液中酮體數量的方法，一年後則論述糖尿病的飲食治療。1918年，在與其上一次發表論文的時間相隔近二十年後，他發行了一本血液學著作，講述自己對再生不良性、低色素性和惡性貧血的研究。此外，馮·維勒布蘭德還發表了一份關於心瓣病症的研究，該報告根據10,000多項於1867年至1916年在赫爾辛基解剖的屍體數據製成。他亦於1922年描述胰島素可拿來用作治療出現糖尿病昏迷的患者，令其成為其中一個使用胰島素治療糖尿病的先驅。1924年2月，馮·維勒布蘭德利用胰島素，成功使一名因糖尿病昏迷而陷入彌留狀態的病人復甦，他同時亦使用了一些芬蘭史上首批的激素。
馮·維勒布蘭德一直在赫爾辛基大學任教直至1930年。在1922年至1931年間，他曾任牧師助理醫院的主診醫生，之後又在1930年成為名譽教授。在1933年退休前，馮·維勒布蘭德都是該間醫院的內科主任。他在退休後繼續發表文章。在75歲生日時，馮·維勒布蘭德刊登了其最後一份論文——《奧蘭群島居民的遺傳性血液疾病》（En genetisk blodsykdom blant innbyggerne på Åland）。

### 類血友病
1924年4月，馮·維勒布蘭德會診到一名出現嚴重出血，名叫約迪絲·松德布羅姆（Hjördis Sundblom）的五歲女孩。約迪絲來自奧蘭群島的弗格勒，為家中11個孩子中的第九個。她表示自己的鼻子、嘴唇、牙齦和皮膚經常出血，就像其六個兄弟姐妹一樣，其中三個姐妹更因此病去世，約迪絲本人亦在八年後患上經血過多而死。馮·維勒布蘭德在醫院的研究室會見約迪絲，他本人並沒有到弗格勒視察，反而在一位當地教師的幫助下繪製出約迪絲的家譜。他發現無論是約迪絲的父系還是母系，其前三代都曾出現過這種跡象。經分析後，兩個家系的35名女性中有16名患有這種疾病（輕微或嚴重程度），男性則有31分之7位有輕微程度的病情。馮·維勒布蘭德認為該病為顯性遺傳，與已知為X連鎖隱性遺傳的血友病不同。能證明其與血友病不同的根据是女性患上該病的概率不低于男性。
馮·維勒布蘭德於1926年發表了一篇關於這怪病的瑞典語論文，標題為《遺傳性類血友病》（Hereditär pseudohemofili）。他引用了六本1876年至1922年間出版的書籍，裡面有19個全家皆為出血素質的病例。早期的作者將該病歸類為血友病（即使有女性患者）或之前被看作是出血性紫瘢病和韋爾霍夫病病因的血小板紊亂（Thrombopathy）。馮·維勒布蘭德還對約迪絲和其一些家庭成員進行血液檢查，他記錄到正常或略微減少的血小板數量，以及與血小板無力症不同的未被改變的血塊凝縮現象。部分人的出血時間大幅延長，在某些情況下甚至達2小時以上，但同時凝血時間卻在正常範圍內。馮·維勒布蘭德最後得出的結論是這病只有兩種可能性，第一種是未被發現的血小板紊亂疾病，另一種則是毛細血管內皮的病症。
馮·維勒布蘭德在1931年出版德語版的《遺傳性類血友病》引起了國際的關注。約迪絲一家的血液樣本有些被運到馬里蘭州巴爾的摩的約翰·霍普金斯醫院，以及包括魯道夫·尤爾根斯在內的幾位歐洲學者。尤爾根斯之後聯繫上馮·維勒布蘭德，與他一起對其病人進行研究。他們還研究了血液流變學，以了解出血性疾病的潛在機制。1933年，馮·維勒布蘭德和尤爾根斯一同提出對該病的解釋，並將它重命名為「體質性血小板紊亂」（Constitutional Thrombopathy）。隨後關於這種疾病的論文如雨後春筍一樣被發表，它在20世紀30年代末至40年代初期被稱為馮·維勒布蘭德病（von Willebrand disease） 。
在1957年，人們發現類血友病是因為血漿中缺乏引起止血的蛋白所致的。該蛋白於1971年以馮·維勒布蘭德的姓氏命名，稱作馮·維勒布蘭德因子，在中文上則稱作血管性血友病因子。血管性血友病因子有兩種功能：其一是承載抗血友病的第八因子；其二是促進血小板聚集和附在血管壁上。2011年，揚·范海恩（Jan van Gijn）和約斯特·P·海塞爾赫特（Joost P. Gijselhart）在《荷蘭醫學期刊》上發表文章，認為馮·維勒布蘭德稱該病症為「類血友病」並沒有錯。

## 個人生活與逝世
在其個人生活中，馮·維勒布蘭德被形容是一個謙虛且溫文儒雅的人。他的妻子名叫瓦爾博格·瑪莉亞·安特爾（Walborg Maria Antell），兩者育有兩個女兒。作為芬蘭瑞典族的一員，馮·維勒布蘭德亦是奧西恩·紹曼為講瑞典語的芬蘭人提供社會福利和醫療保健服務創立的公共健康組織的支持者。他對奧蘭群島居民的出血情況特別關注，也多次對這種遺傳病進行研究。在1933年退休後，馮·維勒布蘭德成為一個保育運動份子和酷愛園藝工作的人。
馮·維勒布蘭德在1949年9月12日於芬蘭佩諾逝世，終年79歲。1994年，他的頭像被印在於奧蘭群島發行的郵票上，與其一起發行的還有以肝素方面的開創性研究而聞名的埃里克·約爾佩斯。

## 出版書籍
以下的出版物由Lassila, R.; Lindberg, O. (2013). "Erik von Willebrand". Haemophilia. 19 (5): 645.彙編。
- Schauman, Ossian; Von Willebrand, E. A. . Berliner Klinische Wochenschrift. 1899, 1 （德语）.
- Tallqvist, Theodor; Von Willebrand, E. A. . Skandinavisches Archiv für Physiologie. 1899, 10 （德语）.
- Von Willebrand, E. A.  (Dissertation). 1899 （德语）.
- Von Willebrand, E. A. . Deutsche Medizinische Wochenschrift. 1901, 4 （德语）.
- Von Willebrand, E. A. . Skandinavisches Archiv für Physiologie. 1902, 13: 337–358 （德语）.
- Von Willebrand, E. A. . Finska Läkaresällskapets Handlingar. 1902, 44: 435–456 （瑞典语）.
- Von Willebrand, E. A. . Finska Läkaresällskapets Handlingar. 1902, 44: 543–552 （瑞典语）.
- Von Willebrand, E. A. . Finska Läkaresällskapets Handlingar. 1903, 45: 197–218 （瑞典语）.
- Von Willebrand, E. A. . Finska Läkaresällskapets Handlingar. 1903, 45: 435–456 （瑞典语）.
- Von Willebrand, E. A. . Finska Läkaresällskapets Handlingar. 1903, 45: 536–592 （瑞典语）.
- Von Willebrand, E. A. . Skandinavisches Archiv für Physiologie. 1906, 19: 123–161 （德语）.
- Von Willebrand, E. A. . Kliniska föredrag Nord Tidsk Ther. 1906–1907, 5: 129–137, 161–170, 199–212 （瑞典语）.
- Von Willebrand, E. A. . Finska Läkaresällskapets Handlingar. 1907, 49 （瑞典语）.
- Von Willebrand, E. A. . Kliniska föredrag Nord Tidsk Ther. 1907–1908, 6: 353–358 （瑞典语）.
- Von Willebrand, E. A. . Finska Läkaresällskapets Handlingar. 1910, 52: 491–505 （瑞典语）.
- Von Willebrand, E. A. . Nord Tidsk Ther. 1911–1912, 10: 132–143 （瑞典语）.
- Von Willebrand, E. A. . Finska Läkaresällskapets Handlingar. 1911, 53: 363–370 （瑞典语）.
- Von Willebrand, E. A. . Finska Läkaresällskapets Handlingar. 1912, 54: 515–524 （瑞典语）.
- Von Willebrand, E. A. . Finska Läkaresällskapets Handlingar. 1913, 55: 412–423 （瑞典语）.
- Von Willebrand, E. A. . Finska Läkaresällskapets Handlingar. 1914, 56: 1277–1334 （瑞典语）.
- Von Willebrand, E. A.; Cedercreutz, Axel. . Finska Läkaresällskapets Handlingar (Book review). 1915, 57: 210–219 （瑞典语）.
- Von Willebrand, E. A. . Finska Läkaresällskapets Handlingar. 1918, 60: 859–922 （瑞典语）.
- Von Willebrand, E. A. . Finska Läkaresällskapets Handlingar. 1918, 60: 1107–1143 （瑞典语）.
- Von Willebrand, E. A. . Acta Medica Scandinavica. 1922, 56: 419–431 （德语）.
- Von Willebrand, E. A. . Acta Medica Scandinavica. 1923 （瑞典语）.
- Von Willebrand, E. A. . Finska Läkaresällskapets Handlingar. 1924, 66: 255–273 （瑞典语）.
- Von Willebrand, E. A. . Finska Läkaresällskapets Handlingar. 1926, 68: 87–112 （瑞典语）.
- Von Willebrand, E. A. . Acta Medica Scandinavica. 1931, 76: 521 （德语）.
- Von Willebrand, E. A. . Finska Läkaresällskapets Handlingar. 1933, 75: 829–846 （瑞典语）.
- Von Willebrand, E. A.; Jürgens, Rudolf. . Deutsches Archiv für klinische Medizin. 1933, 175: 453–583 （德语）.
- Von Willebrand, E. A.; Jürgens, Rudolf. . Klinische Wochenschrift. 1933, 12: 414 （德语）.
- Von Willebrand, E. A.; Jürgens, Rudolf; Dahlberg, Ulf. . Finska Läkaresällskapets Handlingar. 1934, 76: 194–232 （瑞典语）.
- Von Willebrand, E. A. . Östnylandsk ungdom. 1938: 5 （瑞典语）.
- Von Willebrand, E. A. . Östnylandsk ungdom. 1939: 3 （瑞典语）.
- Von Willebrand, E. A.; Olin, J. . Nordisk Medicin. 1939, 2: 1743 （瑞典语）.
- Von Willebrand, E. A. . Nordisk Medicin. 1941, 12: 3317 （瑞典语）.
- Von Willebrand, E. A. . Östnylandsk ungdom. 1942 （瑞典语）.
- Von Willebrand, E. A. . Östnylandsk ungdom. 1942 （瑞典语）.
- Lemberg, Bertel; Von Willebrand, E. A. . Finlands natur. 1939, 1: 9 （瑞典语）.
- Von Willebrand, E. A. . Nordenskiöldsamfundets tidskr. 1945, 5: 44–55 （瑞典语）.

### 來源
- Lassila, R.; Lindberg, O.,  (PDF), Haemophilia, 2013, 19 (5)  [2018-08-27], （原始内容存档 (PDF)于2018-06-20）
- Shampo, Marc A.; Kyle, Robert A., , Mayo Clinic Proceedings, 1996, 71 (11)
- van Gijn, Jan; Gijselhart, Joost P., , Nederlands Tijdschrift voor Geneeskunde, 2011, 155 （荷兰语）